# Renitente Kirche ungeänderter Augsburgischer Konfession in Hessen
Die Renitente Kirche ungeänderter Augsburgischer Konfession in Hessen (renitent: widerspenstig), umgangssprachlich auch Althessische Kirche, verselbständigte sich 1873/74, unter der Führung einiger Pfarrer der damaligen preußischen Provinz Hessen-Nassau, aus Teilen der kurz zuvor von den preußischen Okkupanten organisatorisch unierten kurhessischen Landeskirche.

## Abendmahlstreit
Die Evangelische Kirche Hessens gründete auf den lutherischen und nicht den calvinistischen Bekenntnissen. Zur Überwindung der zwischen den Lutheranern und Calvinisten früh aufgekommenen Auffassungsunterschiede organisierte bereits Landgraf Philipp I. von Hessen das Marburger Religionsgespräch, bei welchem es zu einer weitgehenden Annäherung zwischen den Konfessions-Führenden kam. Die Auffassungsunterschiede zum Abendmahl verblieben dennoch und verhinderten letztlich eine Vereinigung der beiden protestantischen Bekenntnisse.

## Fortbestand des Lutherischen Bekenntnisses
Landgraf Moritz, Enkel Landgraf Philipps, der zum calvinistischen Bekenntnis neigte, führte in seiner Funktion als Landesherr und Kirchenoberhaupt der Landgrafschaft Hessen-Kassel calvinistische Regeln in der lutherischen Landeskirche ein, ohne jedoch das lutherische Bekenntnis (Augsburgische Konfession) der Landeskirche selbst anzugreifen. Es entstanden so zum Teil über Jahrhunderte anhaltende Streitigkeiten zwischen den lokalen Gemeinden und Patronatsherren mit der Landeskirchenführung in Kassel.

## Verselbständigung
1866 wurde das Kurfürstentum Hessen im Zuge der preußischen Gebietsannexionen nach dem Deutschen Krieg von Preußen besetzt, annektiert und fortan als preußische Provinz Hessen-Nassau regiert. Die preußische Regierung unierte 1873/74 die kurhessische Landeskirche, was als ein schwerwiegender Angriff auf das Lutherische Bekenntnis empfunden wurde. In den Gemeinden erhob sich dagegen offener Widerstand. Die betroffenen Gemeinden gehörten überwiegend zum damaligen Konsistorialbezirk Kassel (bis 1866 Kurfürstentum Hessen bzw. Hessen-Kassel). Die Renitenten-Pfarrer und -Gemeinden protestierten gegen das unierte Konsistorium in Kassel und sahen darin die Auflösung der bisherigen Landeskirche. Aus diesem Grund ist auch die Bezeichnung Althessische Kirche geläufig.
43 Pfarrer, Anhänger des Marburger Theologieprofessors August Vilmar und seines Bruders Wilhelm Vilmar, weigerten sich, den preußischen König als obersten Kirchenherrn anzuerkennen, traten für die Trennung der Kirche vom Staat ein und waren gegen eine vom Staat erhobene Kirchensteuer (bis heute gibt es in der Selbständigen Evangelisch-Lutherischen Kirche nur freiwillige Kirchenbeiträge). Sie wurden ihres Amtes enthoben und verloren ihre Bezüge als Kirchenbeamte. Sie betreuten in der Folgezeit die „renitenten Gemeinden“ u. a. in Balhorn, Berge-Unshausen, Dreihausen, Kerspenhausen, Melsungen, Sand und Schemmern. Diejenigen, die keine Gemeinde hatten, wanderten in andere lutherische Kirchen aus, z. B. in die Evangelisch-Lutherische Kirche von Reuß ältere Linie unter Heinrich XXII. von Reuß zu Greiz.
Der größte Teil der renitenten Gemeinden schloss sich 1950 in der Vereinbarung von Unshausen der (alten) Selbständigen Evangelisch-Lutherischen Kirche in Deutschland an, die wiederum 1972 Teil der heutigen Selbständigen Evangelisch-Lutherischen Kirche (SELK) mit Sitz in Hannover wurde. Innerhalb der SELK bilden die ehemaligen renitenten Gemeinden mit einigen anderen den Kirchenbezirk Hessen-Nord in der Kirchenregion Süd.